# Yvonne Nautová
Yvonne Nautová (* 21. února 1991 Uitwellingerga, Frísko) je nizozemská rychlobruslařka.
Na podzim 2008 se poprvé představila v juniorském Světovém poháru, na Mistrovství světa juniorů 2009 získala stříbro ve víceboji a na distanci 1500 m a zlaté medaile na trati 3000 m a ve stíhacím závodě družstev, o rok později vybojovala stříbro na 3000 m a obhájila zlato z týmového závodu. V seniorském Světovém poháru debutovala na jaře 2011, následující dvě sezóny se ovšem pohybovala pouze na nizozemských závodech. Na mezinárodní úrovni pravidelně startuje od sezóny 2013/2014, na Mistrovství Evropy 2014 získala stříbrnou medaili. Zúčastnila se Zimních olympijských her 2014, kde se ve svém jediném závodě na 5000 m umístila na šestém místě. Z vícebojařského světového šampionátu 2014 si přivezla bronzovou medaili.